# 별을 쫓는 야생마
《별을 쫓는 야생마》는 한국방송공사 1TV 특집드라마이다.

## 제작진
- 연출 : 전산
- 극본: 곽인행

## 출연진
- 이한위
- 최재성
- 황준욱
- 유동근
- 이원발